# Экологическая полиция
Управление по борьбе с правонарушениями в области охраны окружающей среды — организационная правоохранительная структура в составе МВД России по борьбе с правонарушениями в области охраны окружающей природной среды.

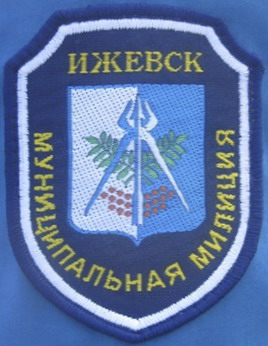
Нашивка сотрудника муниципальной милиции Ижевска

Первая экологическая милиция была создана в городе Москве в порядке эксперимента. Через несколько лет подобная структура была создана в г. Казани, а 16 марта 2002 года во всей республике. С 2001 года подобные организации существуют в Москве и Московской области; в Москве сокращена с октября 2010 года. С 14 апреля 2005 года экологическая милиция существовала в Ижевске, но была сокращена, её функции исполняет созданная в июне 2011 года муниципальная милиция. С 2008 года экологическая милиция существовала в Новосибирске, функционировала в течение 2 лет, в штате состояло 14 человек. Проведённая контрольно-счетной палатой проверка работы новосибирских защитников природы показала, что экологическая милиция не смогла как-либо улучшить ситуацию в городе. Планы ее возможного воссоздания относились к 2012 году. С января 2022 года экологическая милиция начала работать в Ленинградской области.
Основными задачами экологической полиции являются:
- выявление, пресечение и предупреждение правонарушений в области охраны окружающей природной среды;
- установление физических, юридических и должностных лиц, виновных в их совершении;
- обеспечение контроля за экологической безопасностью;
- взаимодействие с государственными природоохранными, санитарно-эпидемиологическими и другими здравоохранительными и контролирующими органами.